# Minnie Hauk
Amalia Mignon Hauck, conocida como Minnie Hauk, (Nueva York, 16 de noviembre de 1851-Lucerna, 6 de febrero de 1929) fue una primera soprano dramática y después mezzosoprano estadounidense.

## Biografía
Nació en la ciudad de Nueva York el 16 de noviembre de 1851, hija única de Francis Hauck, un emigrante alemán, y su esposa estadounidense. Poco después del nacimiento de Minnie, los Hauck se mudaron a Providence (Rhode Island) y luego a Sumner (Kansas), en 1857. Más tarde, se rumoreó erróneamente que Hauk era la hija del financiero Leonard Jerome, quien era un devoto de la ópera.
En 1865, comenzó sus estudios vocales con Achille Errani, quien le aseguró un puesto en la Max Maretzek Italian Opera Company. A los catorce años hizo su debut público como cantante de ópera en Brooklyn como Amina en La sonámbula y un mes después, en noviembre de 1866, debutó en la ciudad de Nueva York como Prascovia en L'étoile du nord. En el estreno estadounidense de Romeo y Julieta de Gounod (15 de noviembre de 1867) interpretó el papel de Julieta.
Cantó por primera vez en Europa en Covent Garden (Londres) el 26 de octubre de 1868 y debutó en París en 1869. La soprano luego apareció en la ópera italiana y alemana en la Gran Ópera de Viena (1870-1874) y otros lugares a lo largo de Europa. Interpretó el papel de Carmen, la anteriormente fracasada ópera de Georges Bizet, de una nueva forma intensiva por primera vez el 2 de enero de 1878 en Bruselas. El éxito inmediato llevó a la ópera a una fama duradera. Luego interpretó el papel en los estrenos británico y estadounidense de la ópera en 1878. Interpretó a Manon en su estreno estadounidense en 1885. Su voz se convirtió en la de una mezzosoprano de gran fuerza y profundidad. Dejó de cantar en giras de ópera intensivas a finales de 1893. El enorme repertorio de Hauk incluía aproximadamente cien papeles y cantó Carmen en cuatro idiomas.
En 1878 se casó con Ernst von Hesse-Wartegg, el escritor y viajero austríaco-estadounidense. Gran parte de la fortuna de Hauk se perdió durante la Primera Guerra Mundial. En 1920 se pensaba que estaba empobrecida y casi ciega. Falleció en su casa cerca de Lucerna (Suiza) el 6 de febrero de 1929.